# Sydhavets Lovløse
Sydhavets Lovløse er en amerikansk stumfilm fra 1920 af George Fitzmaurice.

## Medvirkende
- Mae Murray - Faith Merrill
- David Powell - Dion Holme
- Dorothy Cumming - Lady Cray
- George Fawcett - Jim Merrill
- Leslie King - Blinky
- Richard Wangermann
- Claude King - Dr. Herbert